# Auchenhowie
Auchenhowie est un village d'Écosse, situé dans le council area de l'East Dunbartonshire et dans la région de lieutenance du Dunbartonshire.
Situé à proximité immédiate de la ville plus importante de Milngavie et à 10 kilomètres au nord de Glasgow, le village est célèbre pour ses installations sportives dont, en premier lieu, le Murray Park, centre d'entraînement et centre de formation du club des Glasgow Rangers. Le complexe comprend aussi un stade où sont jouées les rencontres à domicile de l'équipe des moins de 19 ans du club, ainsi que de manière occasionnelle de l'équipe réserve et certains matches amicaux de l'équipe première. Le club de hockey sur gazon des Western Wildcats (en) est basé aussi basé à Auchenhowie.